# Libro Blanco de 1939
El Libro Blanco de 1939, también denominado Libro Blanco de MacDonald en referencia al ministro británico de Colonias que lo patrocinó, es un texto publicado por el Gobierno británico de Neville Chamberlain el 17 de mayo de 1939 que determinaba el futuro inmediato del Mandato Británico de Palestina hasta que se hiciese efectiva su independencia. El texto desechaba la idea de dividir el Mandato en dos estados en favor de una sola Palestina independiente gobernada en común por árabes y judíos, con los primeros manteniendo su mayoría demográfica.
El Libro Blanco se ocupaba de tres cuestiones fundamentales:
1. Sobre el futuro político del Mandato: el Gobierno británico asociaría gradualmente a árabes y judíos al gobierno, aproximadamente en proporción a sus respectivas poblaciones, con la intención de que en diez años se pudiese crear un Estado independiente de Palestina, en el que se garantizaría que los intereses esenciales de cada una de las dos comunidades estuvieran salvaguardados (sección I).

1. Sobre la inmigración: la inmigración judía hacia Palestina quedaría limitada a un máximo global de 75.000 personas en los siguientes cinco años, de modo que población judía supusiera un tercio de la población total. Después del período de cinco años, no se permitiría más inmigración judía a menos que los árabes de Palestina estuvieran dispuestos a aceptarlo (sección II).

1. Sobre las tierras: se prohibiría o restringiría la compra de nuevas tierras a los judíos, como consecuencia del crecimiento natural de la población árabe y del mantenimiento del nivel de vida de los cultivadores árabes, respectivamente (sección III).

## Antecedentes
En 1914, durante la Primera Guerra Mundial, los británicos habían hecho dos promesas en relación con el Oriente Medio. Por una parte, el Reino Unido había prometido al gobierno Hachemí de Hiyaz, a través de Lawrence de Arabia y la Correspondencia Husayn-McMahon, la independencia de un país árabe unido, que incluiría Siria, a cambio del apoyo a los británicos contra el Imperio otomano. El califato islámico otomano había declarado una Yihad y se esperaba que la alianza con los árabes sofocaría la posibilidad de un levantamiento general de los musulmanes contra los británicos en los territorios de éstos en África, India y el Lejano Oriente. Por otra parte, Gran Bretaña también negoció los Acuerdos Sykes-Picot, un tratado internacional de reparto del Oriente Medio entre Gran Bretaña y Francia. 
Al mismo tiempo, los dirigentes británicos tenían interés en el sionismo, que se derivaba en la convicción de la influencia económica de los judíos. David Lloyd George, primer ministro británico durante la Primera Guerra Mundial, había colaborado estrechamente con el movimiento sionista y fue un predicador evangélico. Esto y una variedad de factores estratégicos, tales como asegurar el apoyo judío en Europa oriental ante el frente ruso colapsado, culminó con la Declaración Balfour de 1917, con Gran Bretaña comprometiéndose a crear y fomentar un Hogar Nacional Judío en el Mandato Británico de Palestina. Esta amplia delimitación del territorio y el objetivo de la creación de un Estado judío fue aprobado en la Conferencia de San Remo. 
En junio de 1922 la Sociedad de Naciones aprobó el Mandato Británico de Palestina, con efectos a partir de septiembre de 1923. El Mandato de Palestina establecía las responsabilidades y competencias de Gran Bretaña en la administración en Palestina, incluido «asegurar el establecimiento del hogar nacional judío» y «la salvaguardia de los derechos civiles y religiosos de todos los habitantes de Palestina». En septiembre de 1922, el gobierno británico presentó un memorando a la Liga de Naciones donde se indicaba que Transjordania quedaría excluida de todas las disposiciones relativas a los asentamientos judíos. Debido a la rígida oposición árabe, grupo étnico ampliamente mayoritaria en Palestina, y a la presión contra la inmigración judía, Gran Bretaña redefinió ésta, restringiendo su flujo de acuerdo a la capacidad económica del Mandato para absorber a los inmigrantes.
Tras el ascenso de Adolf Hitler y otros regímenes antisemitas en Europa, un número cada vez mayor de judíos europeos estaban dispuestos a gastar el dinero necesario para entrar en el Mandato Británico de Palestina. Las Leyes de Núremberg de 1936 convirtieron a 500.000 de judíos alemanes en refugiados apátridas. La emigración judía se vio limitada por las restricciones nazis sobre la transferencia de fondos al extranjero, pero la Agencia Judía fue capaz de negociar un acuerdo por el cual permitiría a los judíos alemanes utilizar sus fondos para comprar mercancías alemanas para su exportación al Mandato Británico para así poder eludir las restricciones. 
Como resultado de esa situación, un gran número de judíos comenzó a entrar en el Mandato. Según el Ministerio israelí de Absorción e Inmigración, entre 1933 y 1936 más de 160.000 inmigrantes llegaron legalmente y miles de personas más llegaron clandestinamente. Esta fue la razón para la revuelta árabe de 1936, liderada por Hajj Amin al-Husayni, gran muftí de Jerusalén, que fue posteriormente el principal aliado árabe del Tercer Reich. Gran Bretaña respondió a la rebelión mediante el nombramiento de una Comisión Real, conocida como la Comisión Peel que viajó al Mandato y llevó a cabo un estudio a fondo de los problemas. La Comisión Peel recomendó, en 1937, que el Mandato Británico sea dividido en dos estados, uno árabe y el otro judío. 
En enero de 1938, la Comisión Woodhead fue al Mandato para estudiar la forma de trabajar sobre la partición sobre el terreno. El informe de la Comisión Woodhead se publicó el 9 de noviembre de 1938. La idea de partición fue confirmada, pero el proyecto del Estado judío iba a ser sustancialmente menor, recibiendo solo la llanura costera para su territorio. 
En marzo de 1938 Hitler anexionó Austria a Alemania, convirtiendo a 200.000 judíos en refugiados apátridas. En septiembre los británicos firmaron un acuerdo a la anexión nazi de los Sudetes, adicionando, por este motivo, otros 100.000 refugiados judíos con deseos de emigrar a Palestina. 
En julio de 1938 una conferencia internacional convocada por los Estados Unidos, fracasó para encontrar una solución al creciente problema de los refugiados judíos perseguidos por el régimen nazi. 
En febrero de 1939, la Conferencia de Saint James (conocida también como la Conferencia de la Mesa Redonda de 1939) se convocó en Londres; la delegación árabe se negó a reunirse con su homólogo judío, e incluso utilizar las mismas entradas al edificio. Las propuestas entonces fueron formuladas por separado a las dos partes, que sin embargo no pudieron ponerse de acuerdo con cualquiera de ellas. La Conferencia concluyó el 17 de marzo sin lograr ningún progreso. 
Regímenes favorables al nazismo estaban aumento en Europa (Hungría, Rumania y Bulgaria) y gobiernos antisemitas títeres del Reich se encontraban en Polonia y Austria, ya sea dedicados a expulsar a sus poblaciones judías o a imponer restricciones a sus derechos. Eran pocos los países que estaban dispuestos a aceptar inmigrantes judíos. Gran Bretaña temía que millones de judíos en breve intenten salvar sus vidas emigrando al Mandato Británico. 
La Liga de Naciones, cuya autoridad recaía sobre el Mandato, no poseía ninguna fuerza internacional ya que cada vez más regímenes hacían caso omiso de sus fallos. 
En septiembre de 1939 (después de que el Libro Blanco se publicó) la Alemania nazi ocupó el resto de Checoslovaquia, convirtiendo así otros 100.000 judíos checos en apátridas.

## Reacciones
El Libro Blanco fue acogido con enorme desagrado por parte del yishuv y los portavoces de la población judía acusaron a las autoridades británicas de «traición» y «deslealtad», además de ser cómplices de la persecución nazi y prohibir a sus víctimas encontrar refugio con su dura política antiinmigratoria. Hubo numerosas protestas e incluso la Haganá efectuó actos de sabotaje antibritánicos. Las razones del rechazo por parte de la población judía fue que la primera sección impedía establecer un Estado judío y las dos siguientes condicionaban de forma drástica la viabilidad del «hogar nacional judío» al que se había comprometido el Reino Unido en la Declaración Balfour.
Los dirigentes árabes (el muftí Amin al-Husayni, el gobierno egipcio y otros actores) por su parte, y pese a que aparentemente el nuevo giro británico plasmado en el Libro Blanco favorecía sus intereses, lo rechazaron por considerarlo insuficiente y con demasiadas concesiones a los judíos. Esta actitud maximalista («todo o nada») caracterizaría a partir de entonces a las posiciones árabes en relación con Palestina.

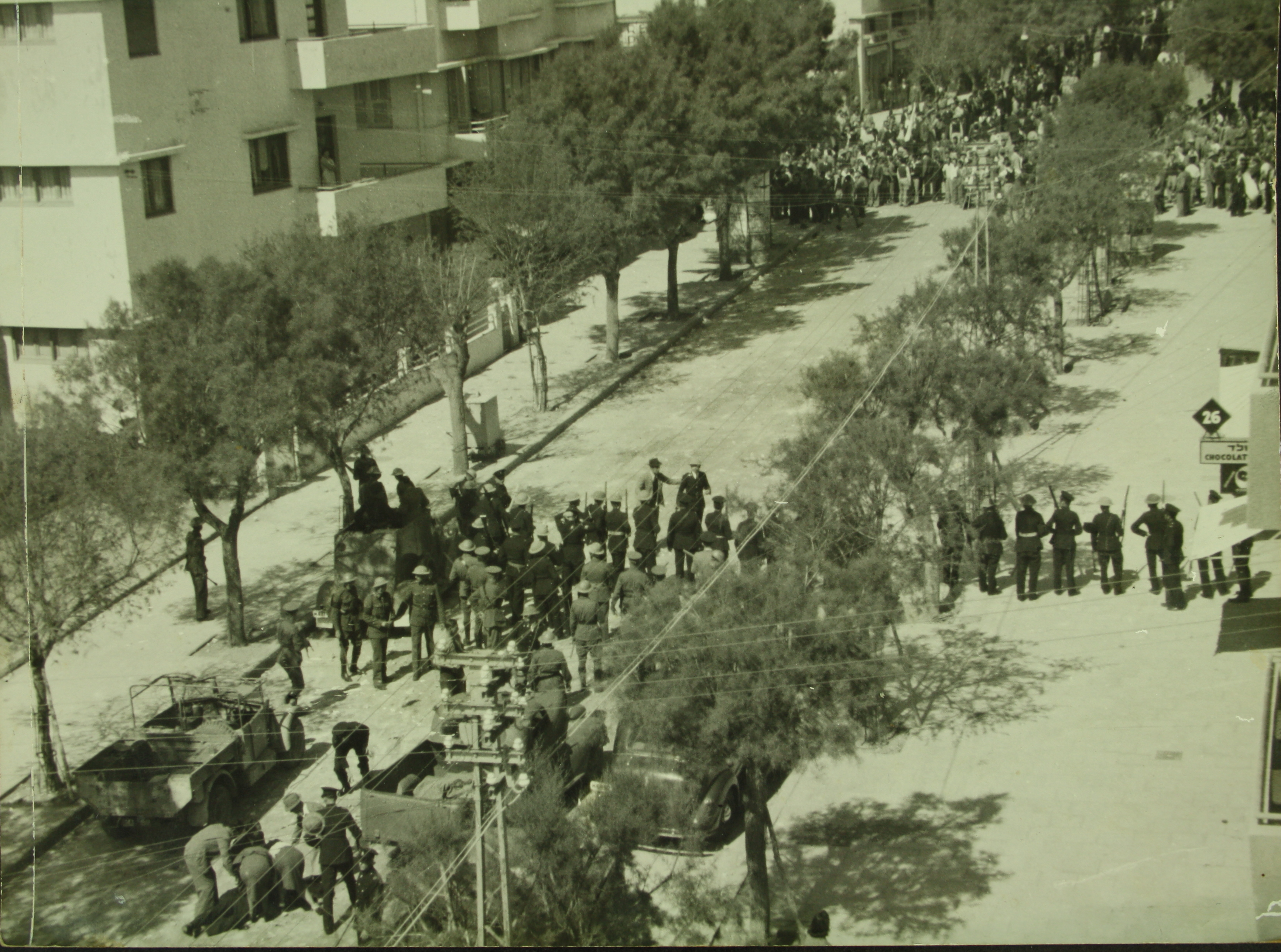
Manifestación judía contra el Libro Blanco, en Tel Aviv, 1939, de la colección de la Biblioteca Nacional de Israel.
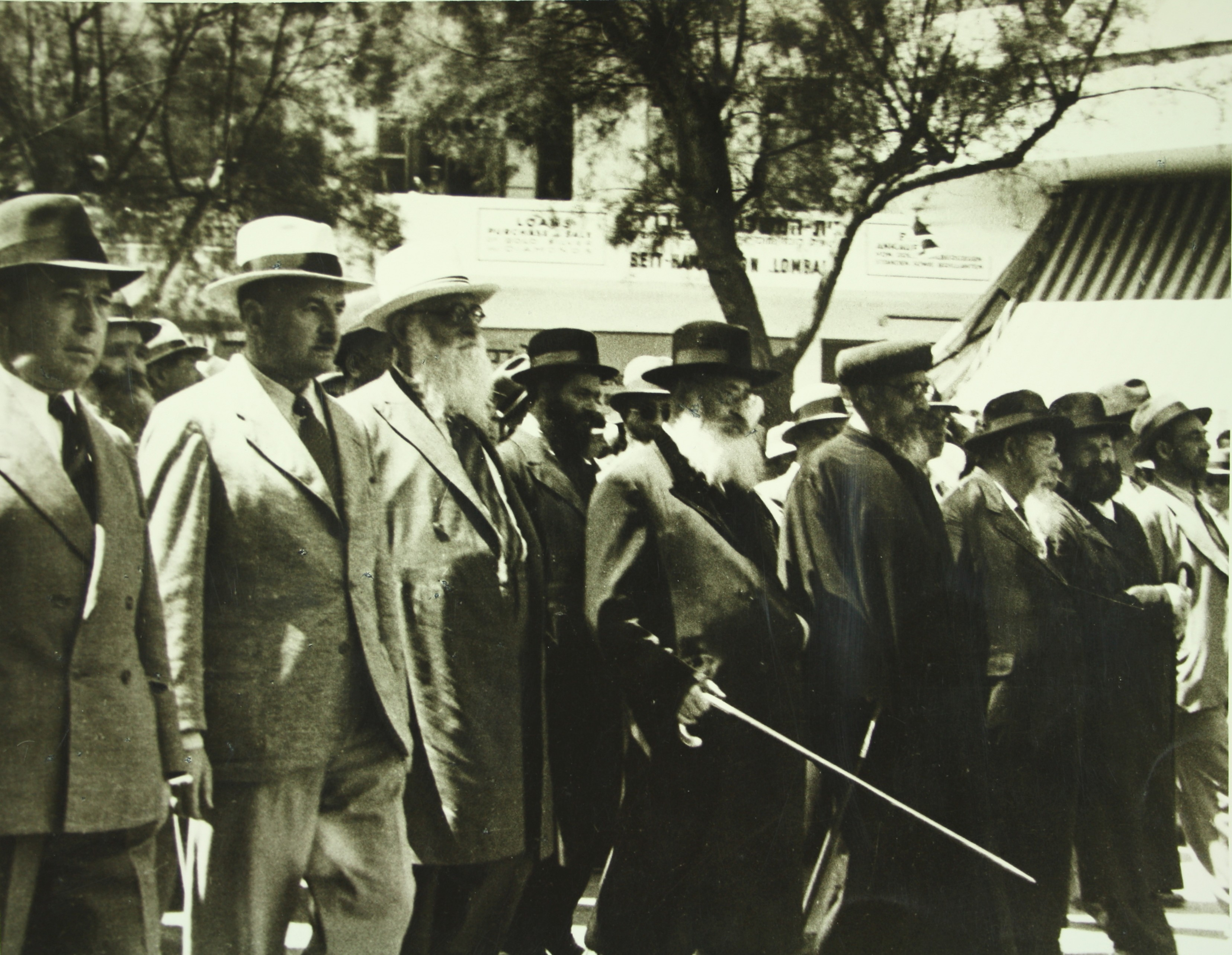
Manifestación judía contra el Libro Blanco, en Tel Aviv, 1939, de la colección de la Biblioteca Nacional de Israel.